# Malediwczycy
Malediwczycy, także Malediwowie (nazwa własna „dhiwehi”, maled. ‏ދިވެހި‎) – ludność zamieszkująca archipelag Malediwów na Oceanie Indyjskim (na północny zachód od Indii); niewielka grupa żyje w Indiach. Populacja około 260 tys. W etnogenezie Malediwczyków uczestniczyli m.in. Syngalezi i przedstawiciele ludów drawidyjskich (pierwsze wieki n.e.), Arabowie (XII wiek), grupy etniczne z Azji Południowo-Wschodniej (Malaje, Indonezja w XVI–XVIII wieku). Mówią językiem malediwskim (dhiwehi) z rodziny indoeuropejskiej. Wyznają islam sunnicki. Zajmują się rybołówstwem i przetwórstwem rybnym.